# PSA World Tour der Damen 2021/22
Die PSA World Tour der Damen 2021/22 umfasst alle Squashturniere der Damen-Saison 2021/22 der PSA World Tour. Sie begann am 1. August 2021 und endete am 31. Juli 2022. Die nach dem Monat sortierte Übersicht zeigt den Ort des Turniers an, dessen Namen, das ausgeschüttete Gesamtpreisgeld, sowie die Siegerin des Turniers. In der abschließenden Tabelle werden sämtliche Turniersiegerinnen nach der Menge ihrer Titel aufgelistet. Dabei ist es nicht relevant, welche Wertigkeit die von der Spielerin gewonnenen Turniere besaßen, auch wenn eine entsprechende Erfassung erfolgt.
Die Saison 2021/22 bestand aus 100 Turnieren. Das Gesamtpreisgeld betrug 3.627.250 US-Dollar.

## Tourinformationen

### Anzahl nach Turnierserie
| Turnierserie | WM | Finals | Platinum | Gold | Silver | Bronze | Ch 30 | Ch 20 | Ch 10 | Ch 5 | Ch 3 |
| ------------ | -- | ------ | -------- | ---- | ------ | ------ | ----- | ----- | ----- | ---- | ---- |
| Anzahl       | 1  | 1      | 7        | 3    | 2      | 6      | 4     | 7     | 24    | 24   | 21   |
| Gesamt       | 1  | 8      | 8        | 11   | 11     | 11     | 80    | 80    | 80    | 80   | 80   |

## Turnierplan

### August
| Datum         | Ort                | Turnier                                        | Preisgeld | Siegerin          |
| ------------- | ------------------ | ---------------------------------------------- | --------- | ----------------- |
| 03.08.–06.08. | Brighton           | Hit & Run Sport Challenger 2021                | $ 3.000   | Georgia Adderley  |
| 09.08.–13.08. | Manchester         | Manchester Open 2021                           | $ 85.000  | Hania El Hammamy  |
| 14.08.–18.08. | Kairo              | Egyptian Challenger Tour 2 2021                | $ 3.000   | Nour Aboulmakarim |
| 16.08.–22.08. | Kingston upon Hull | Allam British Open 2021                        | $ 175.000 | Nour El Sherbini  |
| 20.08.–22.08. | Sheffield          | AS Insurance Services Ltd NM Academy Open 2021 | $ 3.000   | Georgia Adderley  |
| 20.08.–22.08. | Amsterdam          | Squash Eredvisie - Speelronde 6 2021           | $ 1.500   | Hannah Chukwu     |
| 22.08.–27.08. | London             | Squash Squared TWC Open 2021                   | $ 6.000   | Georgina Kennedy  |
| 23.08.–26.08. | Chennai            | SRFI Indian Tour Chennai 3 2021                | $ 6.000   | Tanvi Khanna      |
| 23.08.–27.08. | Kairo              | Egyptian Challenger Tour 3 2021                | $ 3.000   | Nour Heikal       |
| 27.08.–29.08. | Böblingen          | Schräglage Open 2021                           | $ 1.500   | Marta Domínguez   |

### September
| Datum         | Ort           | Turnier                            | Preisgeld | Siegerin              |
| ------------- | ------------- | ---------------------------------- | --------- | --------------------- |
| 04.09.–07.09. | Greater Noida | SRFI Indian Tour Noida 2021        | $ 6.000   | Tanvi Khanna          |
| 10.09.–12.09. | Greenwich     | GWC Squash House Challenger 5 2021 | $ 6.000   | Wen Li Lai            |
| 10.09.–17.09. | Kairo         | CIB Egyptian Open 2021             | $ 295.000 | Nouran Gohar          |
| 14.09.–18.09. | London        | Nash Cup 2021                      | $ 12.000  | Lucy Beecroft         |
| 17.09.–19.09. | Moskau        | PSA Moscow Tour 2021               | $ 1.500   | Alessja Aleschina     |
| 19.09.–20.09. | Yokohama      | Dynam Cup SQ-Cube Open 2021        | $ 3.000   | Satomi Watanabe       |
| 22.09.–25.09. | Bremen        | Bremer Schlüssel 2021              | $ 3.000   | Milou van der Heijden |
| 22.09.–26.09. | Inverness     | Springfield Scottish Open 2021     | $ 12.000  | Georgina Kennedy      |
| 23.09.–27.09. | San Francisco | Oracle Netsuite Open 2021          | $ 121.000 | Amanda Sobhy          |
| 25.09.–29.09. | Kairo         | Egyptian Challenger Tour 4 2021    | $ 12.000  | Hana Ramadan          |
| 28.09.–01.10. | Kuala Lumpur  | SRAM PSA 5 2021                    | $ 6.000   | Aifa Azman            |

### Oktober
| Datum         | Ort          | Turnier                                             | Preisgeld | Siegerin            |
| ------------- | ------------ | --------------------------------------------------- | --------- | ------------------- |
| 01.10.–06.10. | Philadelphia | U.S. Open 2021                                      | $ 150.000 | Nouran Gohar        |
| 11.10.–15.10. | Islamabad    | CAS International Squash Championships 2021         | $ 12.000  | Salma Eltayeb       |
| 16.10.–19.10. | Moskau       | Moscow Open 2021                                    | $ 6.000   | Lily Taylor         |
| 19.10.–23.10. | Detroit      | DAC Pro Squash Classic 2021                         | $ 61.000  | Nouran Gohar        |
| 20.10.–23.10. | Gibraltar    | Gibraltar Open 2021                                 | $ 6.000   | Alison Thomson      |
| 22.10.–24.10. | Macclesfield | Holmes Naden Prestbury Open 2021                    | $ 1.500   | Lily Taylor         |
| 20.10.–24.10. | Toronto      | Oxford Properties Canadian Senior Championship 2021 | $ 6.000   | Danielle Letourneau |
| 26.10.–30.10. | Lancaster    | Hamilton Club Open 2021                             | $ 12.000  | Chan Sin-Yuk        |
| 27.10.–30.10. | Kuala Lumpur | SRAM PSA 6 2021                                     | $ 6.000   | Aifa Azman          |
| 29.10.–31.10. | Uster        | Uster Cup 2021                                      | $ 3.000   | Cindy Merlo         |

### November
| Datum         | Ort              | Turnier                                             | Preisgeld | Siegerin         |
| ------------- | ---------------- | --------------------------------------------------- | --------- | ---------------- |
| 03.11.–07.11. | Manchester       | Northern Joe Cup 2021                               | $ 3.000   | Grace Gear       |
| 05.11.–07.11. | Exeter           | Exeter Golf & Country Club Open 2021                | $ 3.000   | Alison Thomson   |
| 06.11.–09.11. | Johor Bahru      | SRAM PSA 7 2021                                     | $ 6.000   | Rachel Arnold    |
| 11.11.–14.11. | Lysaker          | Capra Baerum Open 2021                              | $ 12.000  | Jasmine Hutton   |
| 15.11.–19.11. | Brno             | Czech Open 2021                                     | $ 12.000  | Emily Whitlock   |
| 17.11.–21.11. | London           | London Open 2021                                    | $ 20.000  | Georgina Kennedy |
| 23.11.–27.11. | Sutton Coldfield | Aston & Fincher Sutton Coldfield International 2021 | $ 6.000   | Alicia Mead      |
| 23.11.–27.11. | Kuala Lumpur     | Malaysian Open Squash Championships 2021            | $ 50.000  | Aifa Azman       |
| 30.11.–04.12. | Alexandria       | CIB Egyptian Challenger Tour 2021                   | $ 20.000  | Nada Abbas       |

### Dezember
| Datum         | Ort                   | Turnier                                           | Preisgeld | Siegerin         |
| ------------- | --------------------- | ------------------------------------------------- | --------- | ---------------- |
| 01.12.–04.12. | Hongkong              | KCC HK Challenge Cup 2021                         | $ 3.000   | Cheng Nga-Ching  |
| 02.12.–05.12. | Edinburgh             | Commercial Water Solutions Grange Challenger 2021 | $ 6.000   | Georgia Adderley |
| 09.12.–12.12. | Hamburg               | Sportwerk Open 2021                               | $ 6.000   | Grace Gear       |
| 11.12.–12.12. | Moskau                | Moscow Tour III 2021                              | $ 1.500   | Warja Jessina    |
| 14.12.–16.12. | Barcelona             | Spanish Rocafort Open 2021                        | $ 3.000   | Marta Domínguez  |
| 12.12.–20.12. | Kairo                 | CIB Squash Open Black Ball 2021                   | $ 112.500 | Nour El Sherbini |
| 15.12.–18.12. | Royal Tunbridge Wells | Colin Payne Kent Open 2021                        | $ 3.000   | Satomi Watanabe  |
| 17.12.–20.12. | Ostrava               | Czech Pro Series VI 2021                          | $ 3.000   | Lily Taylor      |
| 20.12.–23.12. | Hongkong              | Hong Kong Football Club PSA 2021                  | $ 3.000   | Cheng Nga-Ching  |
| 25.12.–26.12. | Moskau                | Moscow Tour IV 2021                               | $ 1.500   | Warja Jessina    |

### Januar
| Datum         | Ort          | Turnier                  | Preisgeld | Siegerin         |
| ------------- | ------------ | ------------------------ | --------- | ---------------- |
| 26.01.–30.01. | Boston       | Equinox Boston Open 2022 | $ 12.000  | Lucy Turmel      |
| 27.01.–30.01. | Mexiko-Stadt | Squash Inn Classic 2022  | $ 1.500   | Laura Tovar      |
| 27.01.–31.01. | Cleveland    | Cleveland Classic 2022   | $ 51.250  | Georgina Kennedy |

### Februar
| Datum         | Ort              | Turnier                                             | Preisgeld | Siegerin         |
| ------------- | ---------------- | --------------------------------------------------- | --------- | ---------------- |
| 02.02.–06.02. | Cincinnati       | Cincinnati Gaynor Cup 2022                          | $ 51.250  | Nouran Gohar     |
| 03.02.–06.02. | Philadelphia     | EM Noll Classic 2022                                | $ 12.000  | Jasmine Hutton   |
| 11.02.–13.02. | Saitama          | Aida Sekkei Greetings Championship 2022             | $ 3.000   | Akari Midorikawa |
| 16.02.–20.02. | Washington, D.C. | Squash On Fire Open 2022                            | $ 50.000  | Nour El Sherbini |
| 17.02.–20.02. | Coffs Harbour    | Roberts & Morrow North Coast Open 2022              | $ 6.000   | Rachael Grinham  |
| 17.02.–21.02. | Uster            | 3rd Silvester Trophy 2022                           | $ 3.000   | Lily Taylor      |
| 24.02.–27.02. | Negeri Sembilan  | PSNS President’s Trophy 2022                        | $ 6.000   | Chan Yiwen       |
| 23.02.–02.03. | Chicago          | Windy City Open Presented by the Walter Family 2022 | $ 250.000 | Nouran Gohar     |

### März
| Datum         | Ort                | Turnier                                                   | Preisgeld | Siegerin          |
| ------------- | ------------------ | --------------------------------------------------------- | --------- | ----------------- |
| 01.03.–05.03. | Odense             | Odense Open 2022                                          | $ 12.000  | Alexandra Fuller  |
| 02.03.–05.03. | Guatemala-Stadt    | 2nd Guatemala Open 2022                                   | $ 6.000   | Akanksha Salunkhe |
| 02.03.–06.03. | Calgary            | CFO Consulting Services PSA Calgary Squash Week Open 2022 | $ 20.000  | Ho Tze-Lok        |
| 09.03.–12.03. | Boynton Beach      | Kinetic Challenger 2022                                   | $ 3.000   | Marina Stefanoni  |
| 12.03.–17.03. | Kairo              | CIB Black Ball Open 2022                                  | $ 180.000 | Nouran Gohar      |
| 15.03.–19.03. | Karatschi          | GFS Karachi Open 2022                                     | $ 20.000  | Nour Aboulmakarim |
| 17.03.–20.03. | Val-de-Reuil       | Val de Reuil Normandie 2022                               | $ 6.000   | Katie Malliff     |
| 28.03.–03.04. | Kingston upon Hull | Allam British Open 2022                                   | $ 180.000 | Hania El Hammamy  |

### April
| Datum         | Ort           | Turnier                                              | Preisgeld | Siegerin        |
| ------------- | ------------- | ---------------------------------------------------- | --------- | --------------- |
| 05.04.–09.04. | Kriens        | Sekisui Open 2022                                    | $ 12.000  | Cindy Merlo     |
| 05.04.–09.04. | Birmingham    | University of Birmingham Open 2022                   | $ 6.000   | Satomi Watanabe |
| 05.04.–09.04. | Annecy        | Annecy Rose Open 2022                                | $ 30.000  | Tinne Gilis     |
| 11.04.–15.04. | Calgary       | Oxford Properties Canadian Open 2022                 | $ 30.000  | Olivia Fiechter |
| 13.04.–18.04. | Manchester    | Manchester Open 2022                                 | $ 77.500  | Joelle King     |
| 19.04.–23.04. | Dublin        | Cannon Kirk Irish Squash Open 2022                   | $ 30.000  | Tinne Gilis     |
| 20.04.–24.04. | New York City | Carol Weymuller Open 2022                            | $ 51.250  | Rowan Elaraby   |
| 26.04.–30.04. | Richmond      | Richmond Open 2022                                   | $ 20.000  | Hana Moataz     |
| 27.04.–30.04. | New York City | J. P. Morgan Tournament of Champions Challenger 2022 | $ 12.000  | Chan Sin-Yuk    |

### Mai
| Datum         | Ort           | Turnier                                     | Preisgeld | Siegerin         |
| ------------- | ------------- | ------------------------------------------- | --------- | ---------------- |
| 01.05.–07.05. | New York City | J. P. Morgan Tournament of Champions 2022   | $ 115.000 | Nouran Gohar     |
| 03.05.–07.05. | Devonshire    | Bermuda Open 2022                           | $ 12.000  | Kenzy Ayman      |
| 06.05.–09.05. | Deagon        | Qscan Sandgate Open 2022                    | $ 12.000  | Satomi Watanabe  |
| 13.05.–22.05. | Kairo         | Squash-Weltmeisterschaft der Frauen 2021/22 | $ 550.000 | Nour El Sherbini |
| 18.05.–21.05. | Boston        | NTA Squash Classic 2022                     | $ 12.000  | Lucy Beecroft    |
| 19.05.–22.05. | Auckland      | Barfoot & Thompson Auckland Open 2022       | $ 3.000   | Lana Harrison    |
| 27.05.–29.05. | Yokohama      | Dynam Cup PSA Sq-Cube Open Open 2022        | $ 3.000   | Satomi Watanabe  |
| 27.05.–03.06. | el-Guna       | El Gouna International 2022                 | $ 180.000 | Hania El Hammamy |

### Juni
| Datum         | Ort          | Turnier                                    | Preisgeld | Siegerin         |
| ------------- | ------------ | ------------------------------------------ | --------- | ---------------- |
| 02.06.–05.06. | Johannesburg | Assore/Balwin Johannesburg Open 2022       | $ 3.000   | Cheyna Wood      |
| 03.06.–05.06. | Kalgoorlie   | Hydroblasting Kalgoorlie Golden Open 2022  | $ 3.000   | Erin Classen     |
| 07.06.–11.06. | Grand Baie   | Necker Mauritius Open 2022                 | $ 30.000  | Farida Mohamed   |
| 21.06.–26.06. | Kairo        | PSA World Tour Finals 2021/22              | $ 200.000 | Nour El Sherbini |
| 28.06.–02.07. | Seremban     | Tuanku Muhriz Trophy 2022                  | $ 12.000  | Aira Azman       |
| 30.06.–02.07. | Salzburg     | Austrian Open 2022                         | $ 3.000   | Céline Walser    |
| 30.06.–03.07. | Bendigo      | City of Greater Bendigo International 2022 | $ 3.000   | Akari Midorikawa |
| 30.06.–03.07. | Hove         | Hove Ampito Squash Open 2022               | $ 6.000   | Zeina Zein       |

### Juli
| Datum         | Ort          | Turnier                                       | Preisgeld | Siegerin         |
| ------------- | ------------ | --------------------------------------------- | --------- | ---------------- |
| 07.07.–10.07. | Shepparton   | City of Greater Shepparton International 2022 | $ 3.000   | Toby Tse         |
| 07.07.–10.07. | Berkhamstead | Berkhamstead Linksap Open 2022                | $ 12.000  | Grace Gear       |
| 13.07.–16.07. | Gibraltar    | Gibraltar Open 2022                           | $ 6.000   | Rana Ismail      |
| 13.07.–17.07. | Melbourne    | Victoria Open 2022                            | $ 6.000   | Akari Midorikawa |
| 21.07.–24.07. | Böblingen    | Schräglage Squash Open 2022                   | $ 3.000   | Saskia Beinhard  |
| 29.07.–02.08. | Manchester   | The Northern Joe Cup 2022                     | $ 6.000   | Saran Nghiem     |

## Turniersiegerinnen
| Platz | Spielerin             | Siege | WM | Finals | Platinum | Gold | Silver | Bronze | Ch 30 | Ch 20 | Ch 10 | Ch 5 | Ch 3 |
| ----- | --------------------- | ----- | -- | ------ | -------- | ---- | ------ | ------ | ----- | ----- | ----- | ---- | ---- |
| 1.    | Nouran Gohar          | 7     |    |        | 4        | 1    |        | 2      |       |       |       |      |      |
| 2.    | Nour El Sherbini      | 5     | 1  | 1      | 1        | 1    |        | 1      |       |       |       |      |      |
| 2.    | Satomi Watanabe       | 5     |    |        |          |      |        |        |       |       | 1     | 2    | 2    |
| 4.    | Georgina Kennedy      | 4     |    |        |          |      |        | 1      |       | 1     | 2     |      |      |
| 4.    | Lily Taylor           | 4     |    |        |          |      |        |        |       |       |       | 3    | 1    |
| 6.    | Georgia Adderley      | 3     |    |        |          |      |        |        |       |       |       | 3    |      |
| 6.    | Aifa Azman            | 3     |    |        |          |      |        | 1      |       |       | 2     |      |      |
| 6.    | Hania El Hammamy      | 3     |    |        | 2        |      | 1      |        |       |       |       |      |      |
| 6.    | Grace Gear            | 3     |    |        |          |      |        |        |       |       | 2     | 1    |      |
| 6.    | Akari Midorikawa      | 3     |    |        |          |      |        |        |       |       |       | 1    | 2    |
| 11.   | Nour Aboulmakarim     | 2     |    |        |          |      |        |        |       | 1     |       | 1    |      |
| 11.   | Lucy Beecroft         | 2     |    |        |          |      |        |        |       |       | 2     |      |      |
| 11.   | Chan Sin-Yuk          | 2     |    |        |          |      |        |        |       |       | 2     |      |      |
| 11.   | Cheng Nga-Ching       | 2     |    |        |          |      |        |        |       |       |       | 1    | 1    |
| 11.   | Marta Domínguez       | 2     |    |        |          |      |        |        |       |       |       | 1    | 1    |
| 11.   | Tinne Gilis           | 2     |    |        |          |      |        |        | 2     |       |       |      |      |
| 11.   | Jasmine Hutton        | 2     |    |        |          |      |        |        |       |       | 2     |      |      |
| 11.   | Warja Jessina         | 2     |    |        |          |      |        |        |       |       |       |      | 2    |
| 11.   | Tanvi Khanna          | 2     |    |        |          |      |        |        |       |       | 2     |      |      |
| 11.   | Cindy Merlo           | 2     |    |        |          |      |        |        |       |       | 1     |      | 1    |
| 11.   | Alison Thomson        | 2     |    |        |          |      |        |        |       |       |       | 1    | 1    |
| 22.   | Nada Abbas            | 1     |    |        |          |      |        |        |       | 1     |       |      |      |
| 22.   | Alessja Aleschina     | 1     |    |        |          |      |        |        |       |       |       |      | 1    |
| 22.   | Rachel Arnold         | 1     |    |        |          |      |        |        |       |       | 1     |      |      |
| 22.   | Kenzy Ayman           | 1     |    |        |          |      |        |        |       |       | 1     |      |      |
| 22.   | Aira Azman            | 1     |    |        |          |      |        |        |       |       | 1     |      |      |
| 22.   | Saskia Beinhard       | 1     |    |        |          |      |        |        |       |       |       |      | 1    |
| 22.   | Erin Classen          | 1     |    |        |          |      |        |        |       |       |       |      | 1    |
| 22.   | Chan Yiwen            | 1     |    |        |          |      |        |        |       |       |       | 1    |      |
| 22.   | Hannah Chukwu         | 1     |    |        |          |      |        |        |       |       |       |      | 1    |
| 22.   | Rowan Elaraby         | 1     |    |        |          |      |        | 1      |       |       |       |      |      |
| 22.   | Salma Eltayeb         | 1     |    |        |          |      |        |        |       |       |       | 1    |      |
| 22.   | Olivia Fiechter       | 1     |    |        |          |      |        |        | 1     |       |       |      |      |
| 22.   | Alexandra Fuller      | 1     |    |        |          |      |        |        |       |       | 1     |      |      |
| 22.   | Rachael Grinham       | 1     |    |        |          |      |        |        |       |       | 1     |      |      |
| 22.   | Lana Harrison         | 1     |    |        |          |      |        |        |       |       |       |      | 1    |
| 22.   | Nour Heikal           | 1     |    |        |          |      |        |        |       |       |       | 1    |      |
| 22.   | Ho Tze-Lok            | 1     |    |        |          |      |        |        |       | 1     |       |      |      |
| 22.   | Rana Ismail           | 1     |    |        |          |      |        |        |       |       |       | 1    |      |
| 22.   | Joelle King           | 1     |    |        |          |      | 1      |        |       |       |       |      |      |
| 22.   | Danielle Letourneau   | 1     |    |        |          |      |        |        |       |       | 1     |      |      |
| 22.   | Wen Li Lai            | 1     |    |        |          |      |        |        |       |       |       | 1    |      |
| 22.   | Katie Malliff         | 1     |    |        |          |      |        |        |       |       |       | 1    |      |
| 22.   | Alicia Mead           | 1     |    |        |          |      |        |        |       |       |       | 1    |      |
| 22.   | Hana Moataz           | 1     |    |        |          |      |        |        |       | 1     |       |      |      |
| 22.   | Farida Mohamed        | 1     |    |        |          |      |        |        | 1     |       |       |      |      |
| 22.   | Saran Nghiem          | 1     |    |        |          |      |        |        |       |       |       | 1    |      |
| 22.   | Hana Ramadan          | 1     |    |        |          |      |        |        |       | 1     |       |      |      |
| 22.   | Akanksha Salunkhe     | 1     |    |        |          |      |        |        |       |       |       | 1    |      |
| 22.   | Amanda Sobhy          | 1     |    |        |          | 1    |        |        |       |       |       |      |      |
| 22.   | Marina Stefanoni      | 1     |    |        |          |      |        |        |       |       |       |      | 1    |
| 22.   | Laura Tovar           | 1     |    |        |          |      |        |        |       |       |       |      | 1    |
| 22.   | Toby Tse              | 1     |    |        |          |      |        |        |       |       |       |      | 1    |
| 22.   | Lucy Turmel           | 1     |    |        |          |      |        |        |       |       | 1     |      |      |
| 22.   | Milou van der Heijden | 1     |    |        |          |      |        |        |       |       |       | 1    |      |
| 22.   | Céline Walser         | 1     |    |        |          |      |        |        |       |       |       |      | 1    |
| 22.   | Emily Whitlock        | 1     |    |        |          |      |        |        |       | 1     |       |      |      |
| 22.   | Cheyna Wood           | 1     |    |        |          |      |        |        |       |       |       |      | 1    |
| 22.   | Zeina Zein            | 1     |    |        |          |      |        |        |       |       |       | 1    |      |

## Nationenwertung
| Platz | Nation             | Siege | WM | Finals | Platinum | Gold | Silver | Bronze | Ch 30 | Ch 20 | Ch 10 | Ch 5 | Ch 3 |
| ----- | ------------------ | ----- | -- | ------ | -------- | ---- | ------ | ------ | ----- | ----- | ----- | ---- | ---- |
| 1.    | Ägypten            | 27    | 1  | 1      | 7        | 2    | 1      | 4      | 1     | 4     | 2     | 4    |      |
| 2.    | England            | 19    |    |        |          |      |        | 1      |       | 1     | 9     | 7    | 1    |
| 3.    | Japan              | 8     |    |        |          |      |        |        |       |       | 1     | 3    | 4    |
| 4.    | Malaysia           | 7     |    |        |          |      |        | 1      |       |       | 4     | 2    |      |
| 5.    | Hongkong           | 6     |    |        |          |      |        |        |       | 1     | 2     | 1    | 2    |
| 6.    | Schottland         | 5     |    |        |          |      |        |        |       |       |       | 4    | 1    |
| 7.    | Indien             | 3     |    |        |          |      |        |        |       |       | 2     | 1    |      |
| 7.    | Russland           | 3     |    |        |          |      |        |        |       |       |       |      | 3    |
| 7.    | Schweiz            | 3     |    |        |          |      |        |        |       |       | 1     |      | 2    |
| 7.    | Vereinigte Staaten | 3     |    |        |          | 1    |        |        | 1     |       |       |      | 1    |
| 11.   | Australien         | 2     |    |        |          |      |        |        |       |       | 1     |      | 1    |
| 11.   | Belgien            | 2     |    |        |          |      |        |        | 2     |       |       |      |      |
| 11.   | Neuseeland         | 2     |    |        |          |      | 1      |        |       |       |       |      | 1    |
| 11.   | Spanien            | 2     |    |        |          |      |        |        |       |       |       | 1    | 1    |
| 11.   | Südafrika          | 2     |    |        |          |      |        |        |       |       | 1     |      | 1    |
| 16.   | Deutschland        | 1     |    |        |          |      |        |        |       |       |       |      | 1    |
| 16.   | Kanada             | 1     |    |        |          |      |        |        |       |       | 1     |      |      |
| 16.   | Kolumbien          | 1     |    |        |          |      |        |        |       |       |       |      | 1    |
| 16.   | Niederlande        | 1     |    |        |          |      |        |        |       |       |       | 1    |      |
| 16.   | Ungarn             | 1     |    |        |          |      |        |        |       |       |       |      | 1    |
| 16.   | Wales              | 1     |    |        |          |      |        |        |       | 1     |       |      |      |